# Estación de Estadio Metropolitano

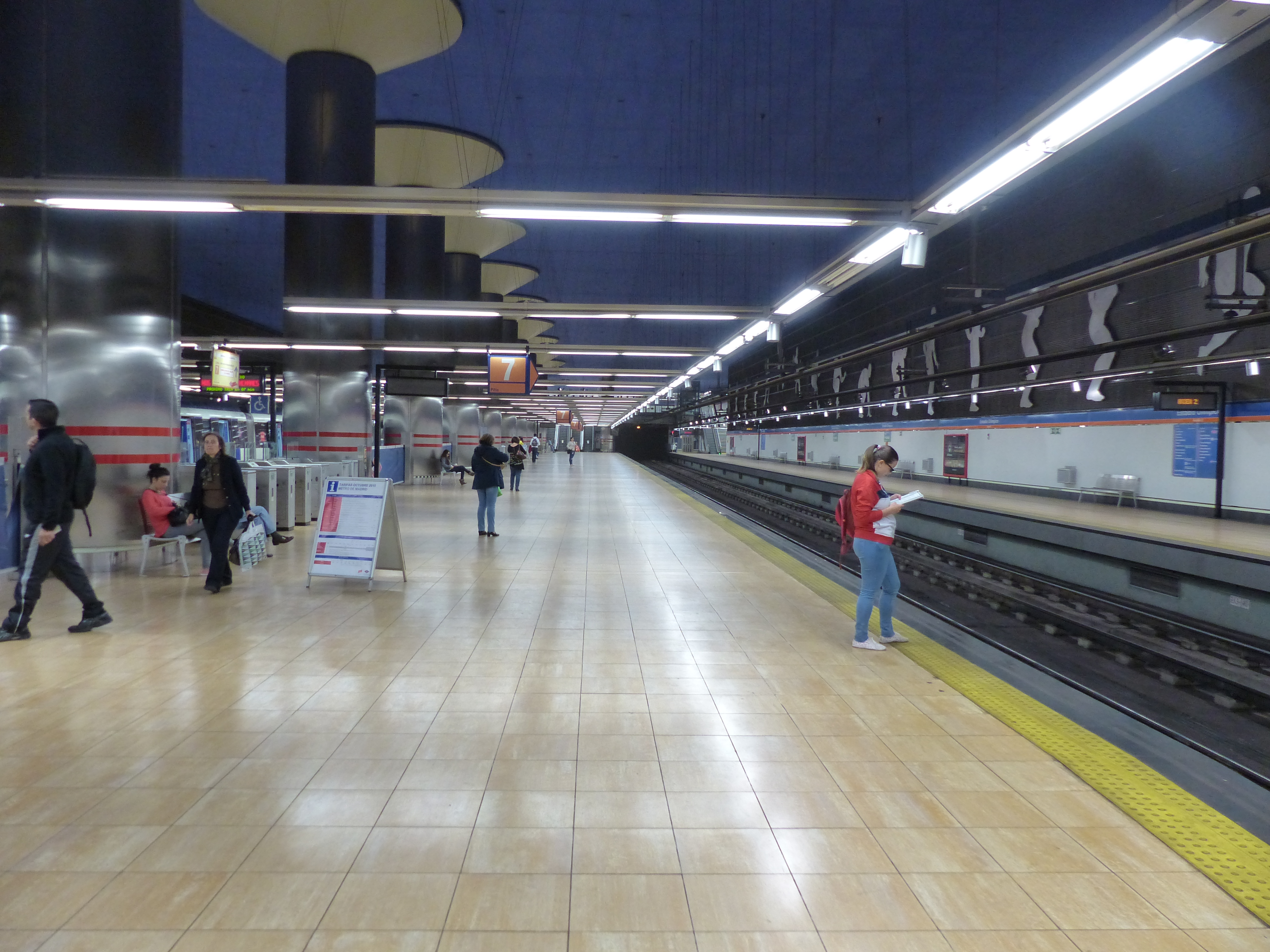
Andén de la estación

Estadio Metropolitano (anteriormente Estadio Olímpico) es una estación de la línea 7 del Metro de Madrid situada bajo la avenida de Arcentales, junto al Estadio Metropolitano, en el madrileño barrio de Rosas (distrito San Blas-Canillejas). Esta estación separa la red de Metro de Madrid de la red de MetroEste que une los municipios de Coslada y San Fernando de Henares. Para continuar el trayecto en cualquiera de los sentidos, es necesario realizar un cambio de tren en la estación a través del andén central. En dicho andén se encuentran tanto máquinas expendedoras de billetes como torniquetes en los que se debe de validar el billete.

## Historia
La estación fue inaugurada el 5 de mayo de 2007 con la denominación de «Estadio Olímpico» junto a las estaciones de MetroEste situadas en Coslada y San Fernando de Henares. En esta estación, una de las más grandes de la red de Metro de Madrid, con andenes de 115 m de largo y cuatro vías, se debe hacer un cambio de tren para continuar viaje hacia cualquiera de los dos extremos de la línea, acompañado de un cambio de tarifa entre Madrid (MetroMadrid) y Coslada o San Fernando de Henares (MetroEste).
Desde el 19 de julio de 2014, Estadio Olímpico se convirtió en terminal de la línea 7 por las obras de mejora de las instalaciones entre esta estación y Hospital del Henares. El motivo de estas obras fue la impermeabilización de 6,5 kilómetros de túnel para actuar sobre zonas que presentaban filtraciones con alto contenido en sales en el tramo de línea comprendido entre las estaciones de Barrio del Puerto y Hospital del Henares. El servicio se restableció el 13 de octubre de 2014.
Desde el 26 de junio de 2017, la estación pasó a llamarse Estadio Metropolitano, tomando su nombre del estadio del mismo nombre, nuevo recinto del Club Atlético de Madrid. Para evitar confusiones, se cambió el nombre a la, hasta entonces, estación de Metropolitano, que desde entonces se denomina Vicente Aleixandre.
El 7 de septiembre de 2017 se quitaron las siluetas y se pusieron escudos, así como los anteriores estadios del Atlético de Madrid. Además, el club de fútbol y la Comunidad de Madrid promocionaron el uso del metro para ir al nuevo estadio.
Del 23 al 25 de octubre de 2023, los andenes de la línea 7a permanecieron fuera de servicio por el cierre del tramo García Noblejas-Estadio Metropolitano, cortado por obras urgentes. Se estableció un Servicio Especial de autobús gratuito entre ambas estaciones, sin parada en las estaciones intermedias. El servicio en MetroEste no se vio afectado.
Del 28 de noviembre al 1 de diciembre de 2024, los andenes de la línea 7a permanecieron fuera de servicio por el cierre del tramo García Noblejas-Estadio Metropolitano, cortado por obras de renovación de señalización ferroviaria. Se estableció un Servicio Especial de autobús gratuito entre ambas estaciones. El servicio en MetroEste no se vio afectado, actuando como lanzadera hasta Barrio del Puerto. No obstante, la línea SE7 de los interurbanos de Madrid fue ampliada hasta esta estación.

## Accesos
Vestíbulo Estadio Metropolitano
- Estadio Metropolitano Avda. Arcentales, s/n
- Estocolmo C/ Estocolmo, s/n (semiesquina C/ Sofía)
- Ascensor C/ Estocolmo, s/n (semiesquina C/ Sofía)

## Líneas y conexiones

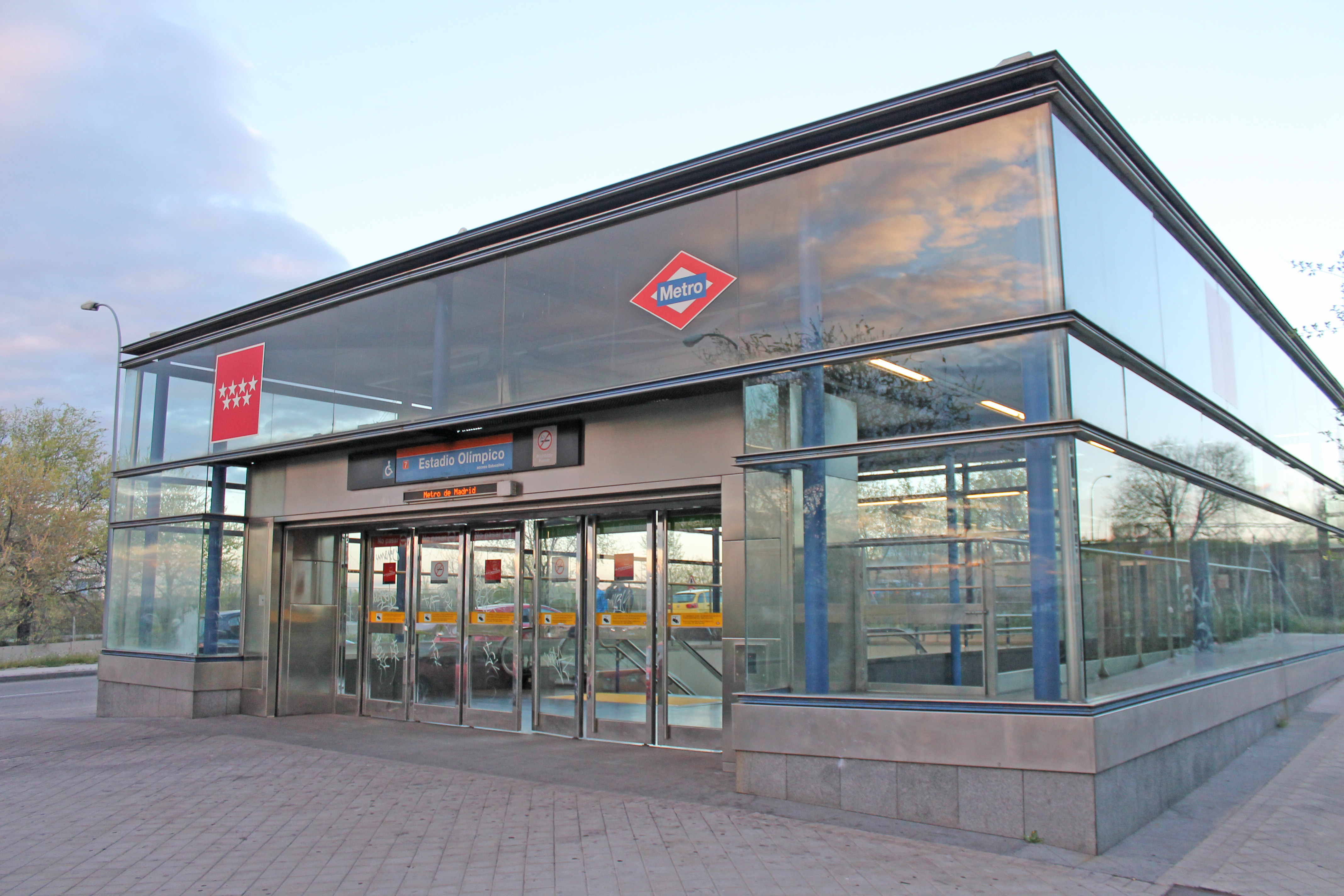
Acceso en la calle Estocolmo.

Animación de las figuras del atleta anteriormente visibles en la estación.

### Metro
| << cabecera                   | < estación                    | línea       | estación >                    | cabecera >>                   |
| ----------------------------- | ----------------------------- | ----------- | ----------------------------- | ----------------------------- |
| Hospital del Henares          | Barrio del Puerto             | MetroEste   | cambio de tren para continuar | cambio de tren para continuar |
| cambio de tren para continuar | cambio de tren para continuar | MetroMadrid | Las Musas                     | Pitis                         |

### Autobuses
| Diurnos |               |                                                         |
| Línea   | Destino       | Parada                                                  |
| 167     | Fin de Semana | 17388 CARRETERA SAN BLAS A COSLADA FRENTE METROPOLITANO |
| 167     | Alsacia       | 50009 AV. ARCENTALES-ESTADIO METROPOLITANO              |

| Diurnos |                                 |                                            |                           |
| Línea   | Destino                         | Parada                                     | Operador                  |
| 286     | Coslada (Ciudad 70)             | 17388 Estocolmo-Estadio Metropolitano      | Avanza Movilidad Integral |
| 288     | Coslada-San Fernando de Henares | 17388 Estocolmo-Estadio Metropolitano      | Avanza Movilidad Integral |
| 289     | Coslada (Hospital)              | 17388 Estocolmo-Estadio Metropolitano      | Avanza Movilidad Integral |
| 286     | Madrid (Ciudad Lineal)          | 50009 Av. Arcentales-Estadio Metropolitano | Avanza Movilidad Integral |
| 288     | Madrid (Ciudad Lineal)          | 50009 Av. Arcentales-Estadio Metropolitano | Avanza Movilidad Integral |
| 289     | Madrid (Ciudad Lineal)          | 50009 Av. Arcentales-Estadio Metropolitano | Avanza Movilidad Integral |